# Crète
Cet article traite de l'île de la Crète. Pour la région administrative moderne grecque, voir Crète (périphérie), pour d'autres usages voir la page d'homonymie Crete
La Crète (en grec moderne : Κρήτη ; en grec ancien : Κρήτη / Krḗtē) est la plus grande et la plus peuplée des îles de Grèce, et la cinquième plus grande île de la mer Méditerranée. Située à environ 100 km au sud du Péloponnèse et 300 km au sud-ouest de l'Anatolie, elle s'étend sur 8 450 km2 et son littoral de 1 046 km de long borde la mer Égée et sépare la mer de Crète, au nord, de la mer de Libye, au sud. Très allongée d'ouest en est (260 km) mais beaucoup plus étroite du nord au sud, elle s'étend sur trois unités de longitude différentes mais seulement sur une demi-latitude.
Avec toutes les petites îles et îlots qui l'entourent, elle forme la périphérie de Crète (Περιφέρεια Κρήτης), la plus méridionale des treize régions grecques et la cinquième plus peuplée. Sa capitale et plus grande ville est Héraklion, située sur la côte nord de l'île. Selon le recensement de la population de 2021, la périphérie comptait 624 408 habitants. Les régions voisines, de l'autre côté de la mer de Crète, sont le Dodécanèse au nord-est, les Cyclades au nord et le Péloponnèse au nord-ouest.
C'est sur l'île de Crète qu'a vu le jour la civilisation minoenne, de 2 700 à 1 420 av. J.-C, jusqu'aux invasions des Mycéniens venus de Grèce continentale. Elle passe successivement aux mains de Rome, de l'Empire byzantin, des arabo-andalous, de la république de Venise et enfin de l'Empire ottoman. En 1898, le peuple de Crète, aspirant depuis un certain temps déjà à rejoindre l'État grec moderne, obtient officiellement son indépendance des Ottomans et voit la constitution d'une Crète autonome. La Crète est rattachée à la Grèce en décembre 1913.
L'île est essentiellement montagneuse et s'articule tout au long d'une chaîne de montagnes qui la traverse d'ouest en est. Son point culminant, le mont Ida, s'élève à 2 456 m et la chaîne des Lefká Óri (ou Montagnes blanches) compte une trentaine de sommets dépassant les 2 000 m d'altitude. Les gorges de Samaria forment une réserve mondiale de biosphère. Au sein de la Grèce, la Crète a su forger un certain nombre de particularismes locaux lui ayant permis de conserver une culture distincte dans certains domaines tels que la poésie ou la musique. Elle est principalement desservie par l'aéroport Níkos-Kazantzákis d'Héraklion et l'aéroport Ioánnis-Daskaloyánnis de La Canée.

## Toponymie
| kA · Z1 | I9 | U33 | Z7 | N25 |

| kA · Z1 | I9 | U33 | Z7 | N25 |

Les plus anciennes mentions écrites de l'île de Crète sous le nom de Kaptara datent du XVIIIe siècle av. J.-C. et proviennent de la cité de Mari (actuellement en Syrie). Ce nom sera repris plus tard par les Assyriens et dans la Bible sous la forme de Caphtor. À la même époque, elle est connue en égyptien sous le nom de Keftiu ou Kftiw, vraisemblablement apparenté au nom minoen de l'île.
Le nom actuel de la Crète est attesté pour la première fois au XVe siècle av. J.-C. dans des textes grecs mycéniens, écrits en linéaire B, sous les formes ke-re-te,*Krētes (en grec : Κρῆτες) et ke-re-si-jo, *Krēsijos (en grec : Κρήσιος, « crétois »,). En grec ancien, le nom de Crète (Κρήτη) apparaît pour la première fois dans l'Odyssée d'Homère. Son étymologie est inconnue. Une hypothèse très débattue le fait dériver du mot louvite *kursatta (à comparer à kursawar, « île », et kursattar, « tranche, éclat »). Une seconde hypothèse tout aussi discutée suggère une origine grecque via le mot « κραταιή » (krataie̅), signifiant fort et puissant, en raison de la thalassocratie crétoise qui dominait les mers dans les temps anciens.
En latin, le nom de l'île est devenu Creta. En arabe, le nom originel de l'île, Iqrīṭiš (اقريطش), disparaît lorsque l'émirat de Crète établit sa nouvelle capitale à Rabḍ al-Ḫandaq (ربض الخندق, Héraklion, ou Ηράκλειο, Irákleio en grec), translittéré en grec sous les formes Χάνδαξ (Chandax) ou Χάνδακας (Chandakas), puis adopté sous le nom de Candia en latin, italien et vénitien, Candie en français et Candy en anglais. Sous la domination ottomane, la Crète s'appelle Girit (كريد) en turc. Dans la bible hébraïque, elle est appelée (כְּרֵתִים) « kretim ».

## Géographie

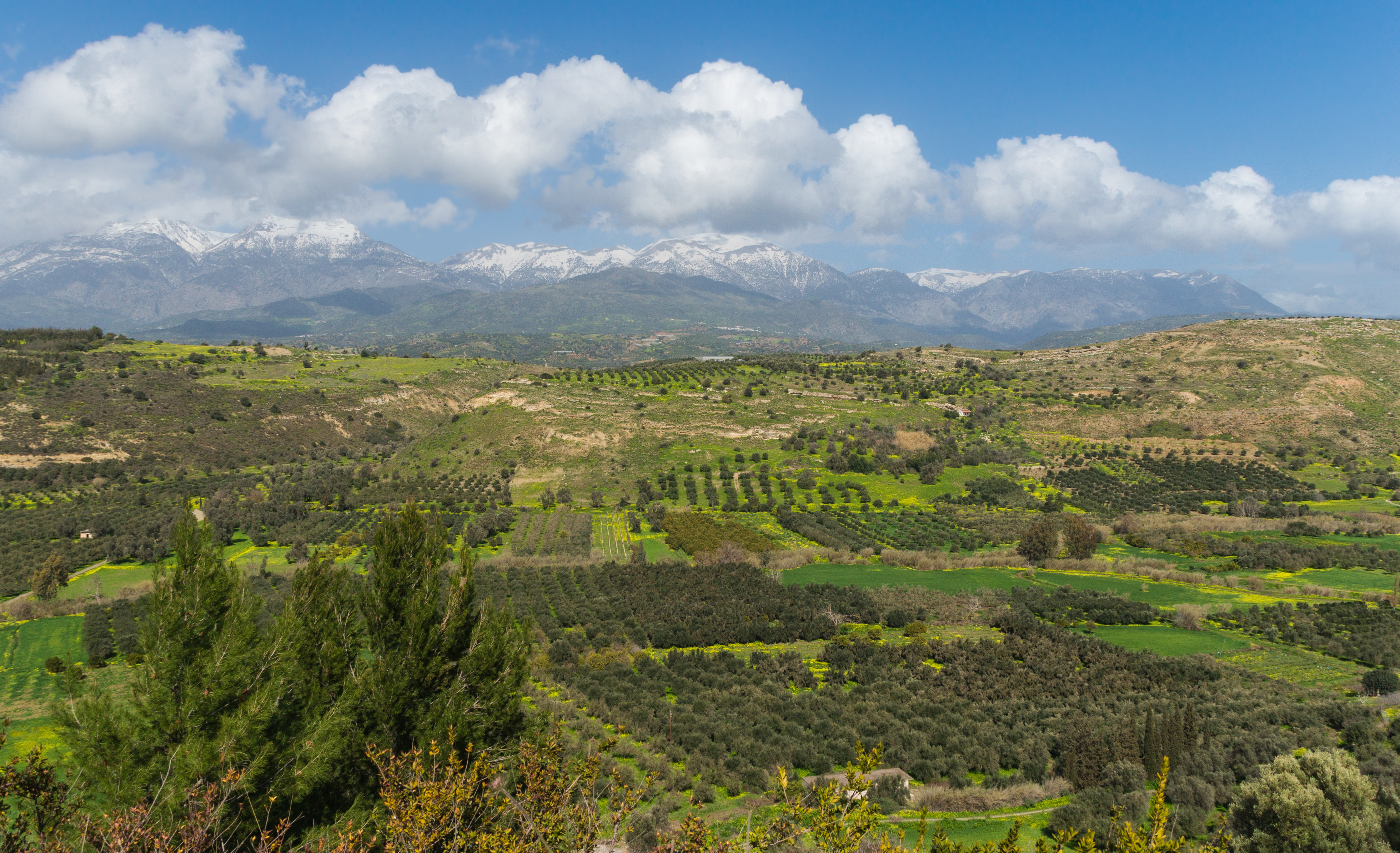
Plaine de la Messará avec la chaîne du mont Ida en arrière-plan.

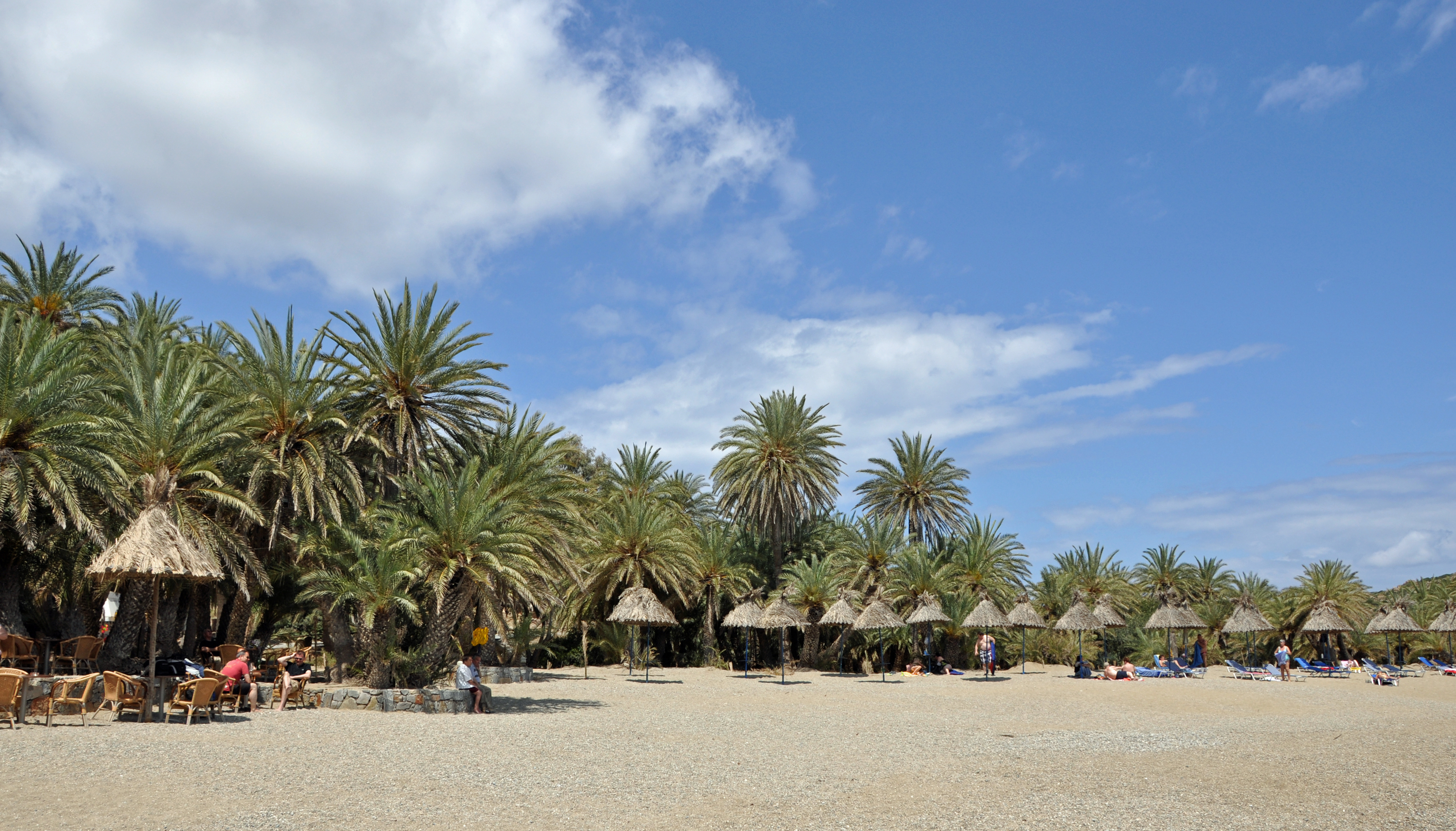
Palmiers sur la plage de Vai.

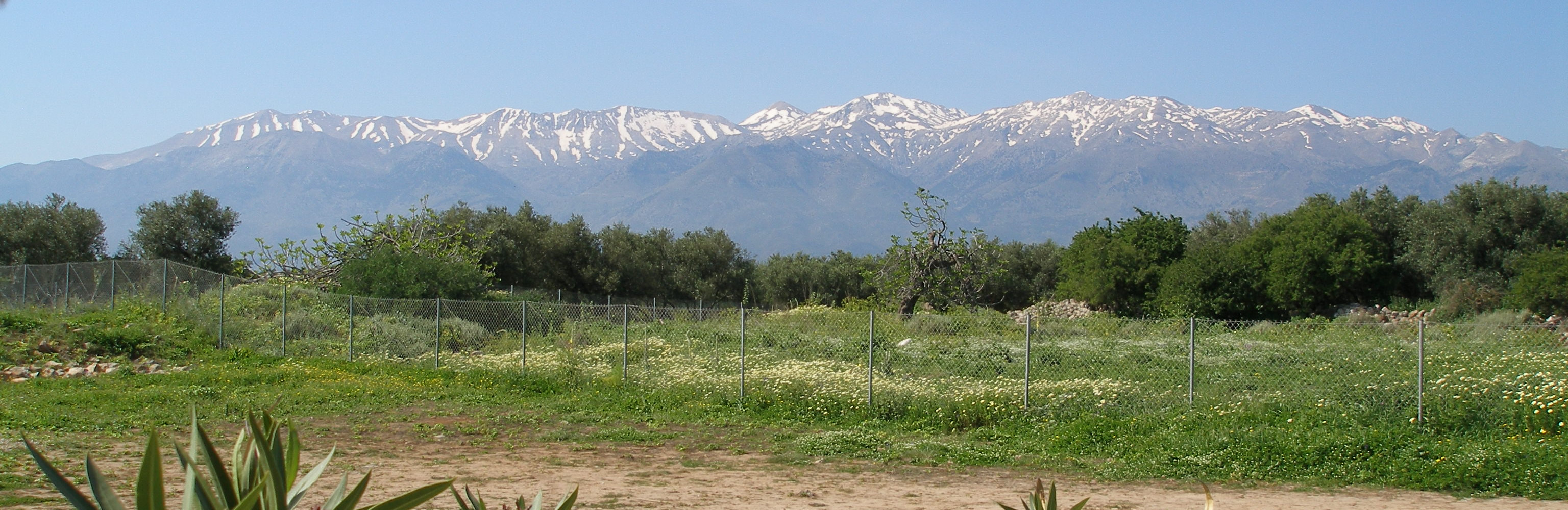
Lefká Óri.

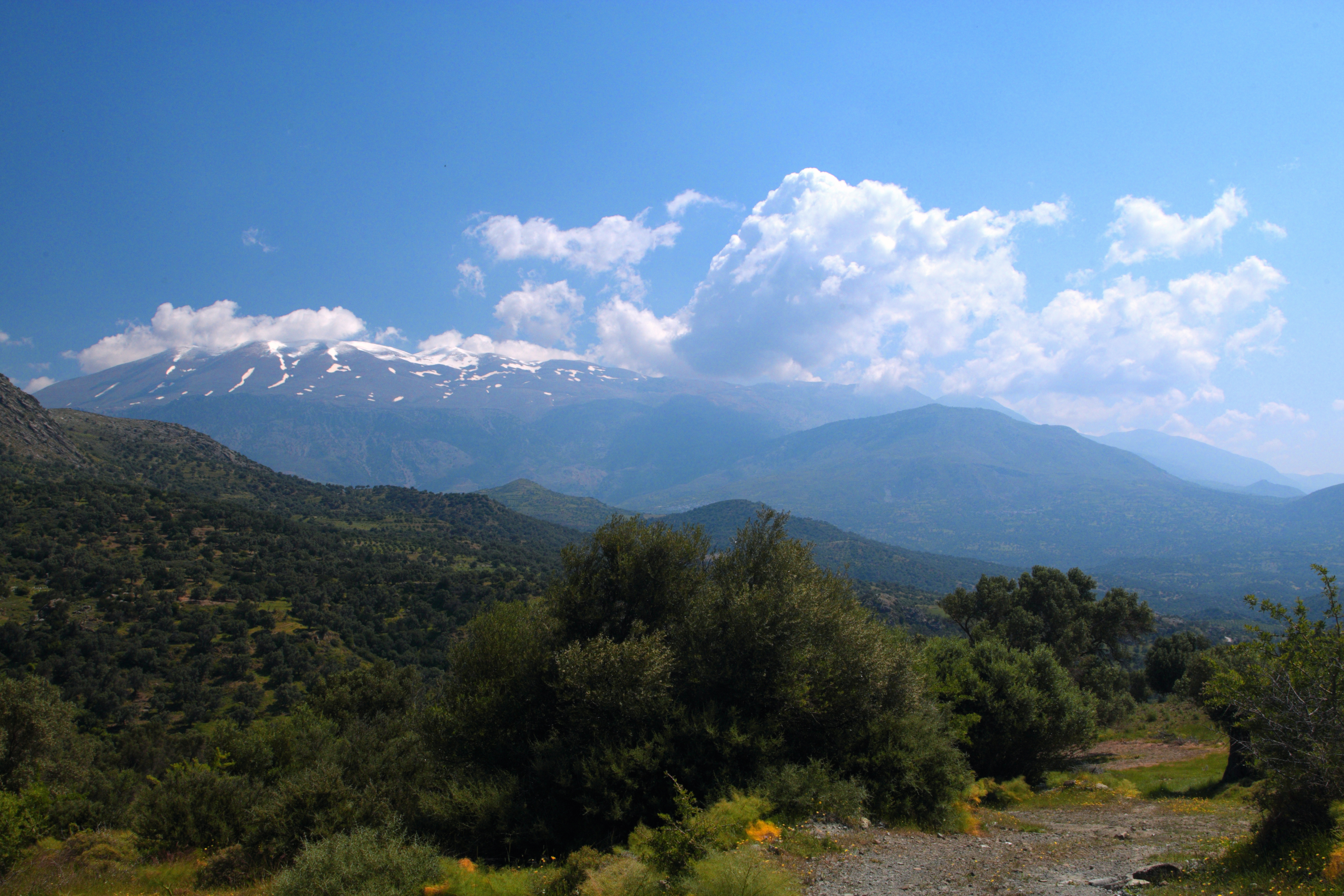
Vue du Psiloritis.

La Crète est la plus grande île de Grèce et la cinquième plus grande île de la mer Méditerranée, à la limite entre la mer Égée au nord et la mer de Libye au sud.

### Géomorphologie insulaire
L'île possède une forme allongée : elle s'étend sur 260 km d'est en ouest mais ne mesure que 60 km à son point le plus large et se rétrécit jusqu'à 12 km près d'Ierápetra. La Crète couvre une superficie totale de 8 336 km² avec un littoral de 1 046 km de long ; au nord, elle borde la mer de Crète (Κρητικό Πέλαγος) ; au sud, la mer de Libye (Λιβυκό Πέλαγος) ; à l'ouest, la mer de Myrto. Elle se situe à 160 km au sud des côtes de Grèce continentale.
Un grand nombre de presqu'îles et de golfes découpent la côte septentrionale de la Crète, d'ouest en est il s'agit de : la presqu'île de Gramvoússa, le golfe de La Canée, la presqu'île d'Akrotíri, la baie de Soúda, le golfe d'Almyrós, le golfe d'Héraklion, le golfe de Mirabello, le golfe de Sitía et le cap Sídheros. Moins tourmentée, la côte méridionale est tout de même découpée par le golfe de la Messará.

### Orographie
Île très montagneuse, le caractère topographique de la Crète est défini par une longue et haute chaîne de montagnes qui la parcoure d'est en ouest et qui est constituée de six groupes différents :
- Les Montagnes blanches, ou Lefká Óri (point culminant : 2 453 m) ;
- Le mont Ida, ou Psiloritis (2 456 m) ;
- Les monts d'Asterousia (1 231 m) ;
- Le mont Kédros (1 777 m) ;
- Le mont Dicté (2 148 m) ;
- Le Thrypti (1 489 m).

Ces montagnes sont parcourues par de nombreuses vallées, qui sont une des spécificités du paysage crétois, comme la vallée d'Amarí ; mais on y trouve aussi des plateaux fertiles à l'image du Lassíthi, d'Omalos ou encore de Nida, ainsi que des grottes comme le Gourgouthakas où serait né Zeus ainsi que des gorges, dont celles de Samaria, et des ravins.
Les montagnes sont considérées comme un facteur clé de la singularité culturelle de l'île, en particulier depuis l'époque des écrivains romantiques. Les Crétois font une distinction importante entre les montagnards et les habitants des plaines ; les premiers prétendent souvent résider dans des lieux bénéficiant d'un environnement climatique et moral plus élevé.

### Hydrographie
L'île renferme un grand nombre de gorges, dont celles de Samaria (devenues parc national), d'Imbros, de Kourtaliotiko, de Cha, de Zakros (à Sitía) et de Richtis,.

Les principales rivières de Crète sont le Geropótamos, le Koiliaris et l'Anapodiaris. Les deux seuls lacs d'eau douce de l'île appartiennent au district régional de La Canée : le lac de Kournás et celui d'Agia. Quant au lac Voulismeni, sur la côte du Lassíthi, son eau n'est plus douce en raison de sa connexion avec la mer. Enfin, trois nouveaux lacs artificiels ont été créés par l'implantation de barrages, notamment à Aposelémis.

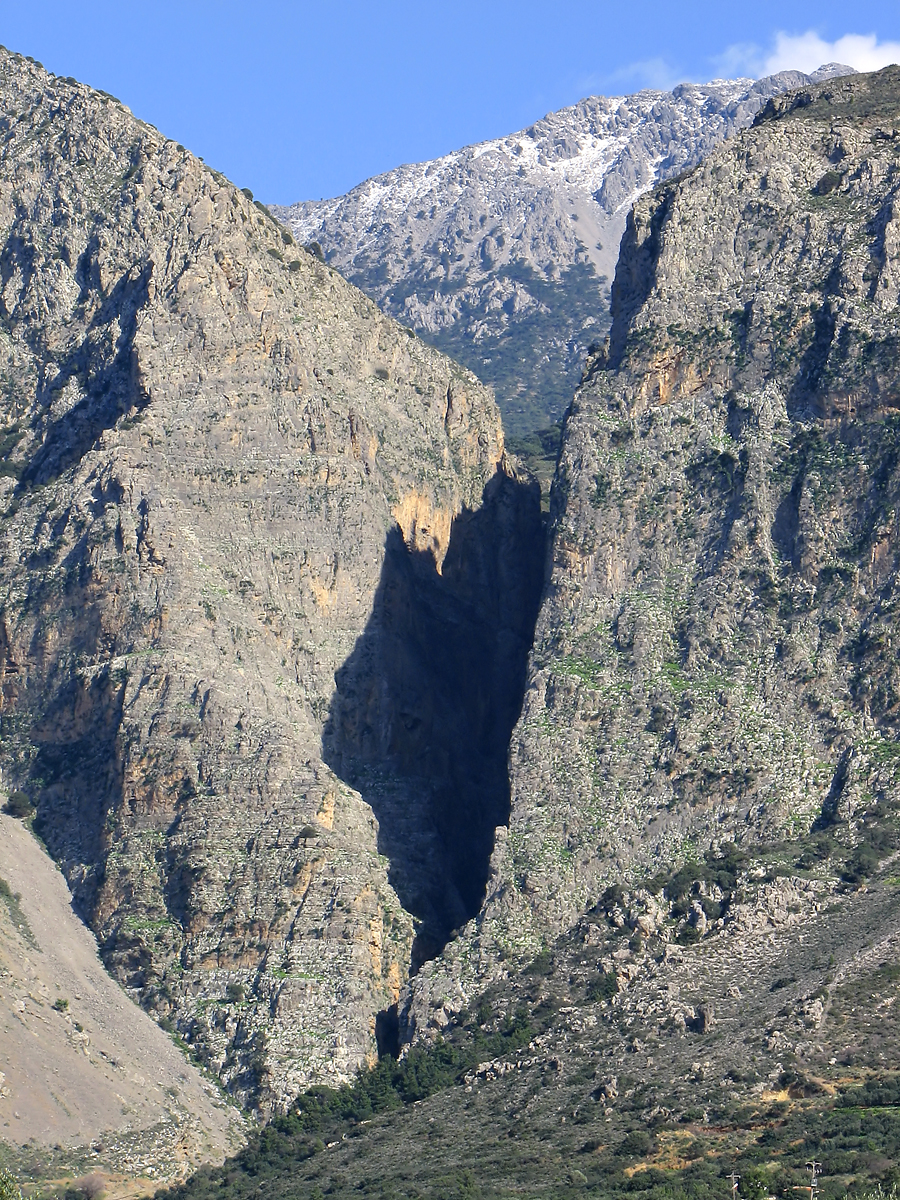
Gorge de Cha.
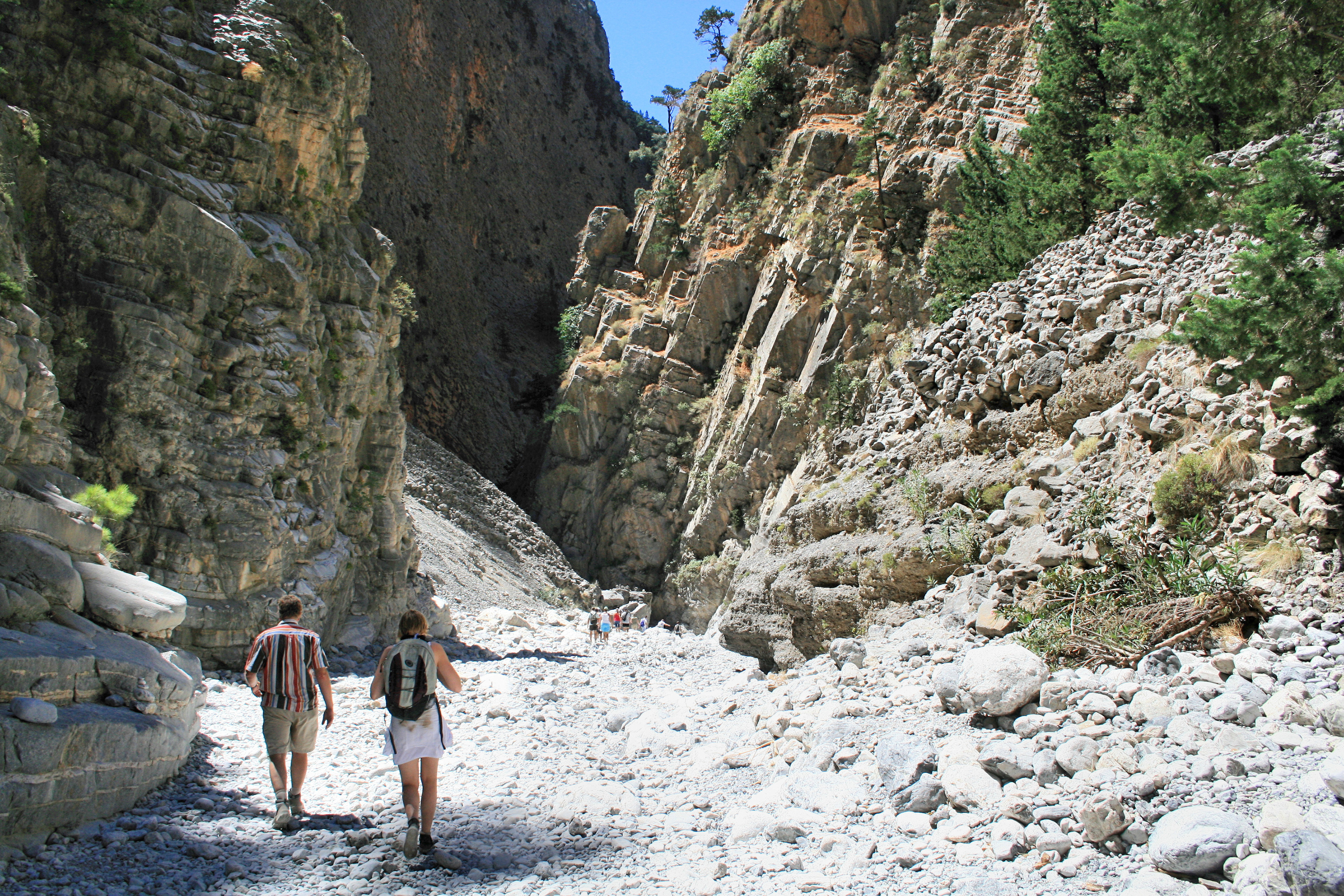
Gorges de Samaria.
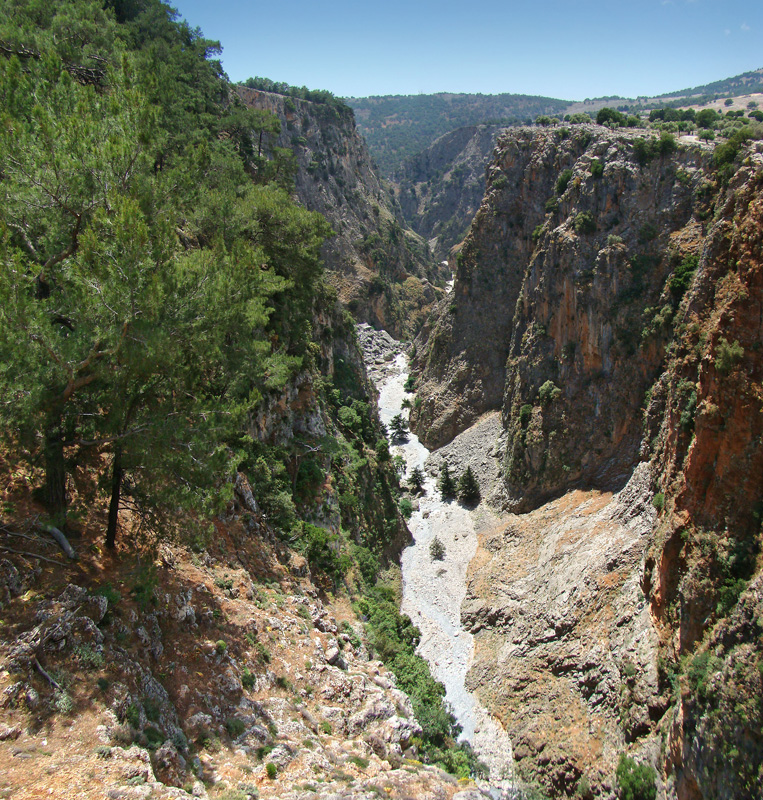
Gorges d'Aradéna.
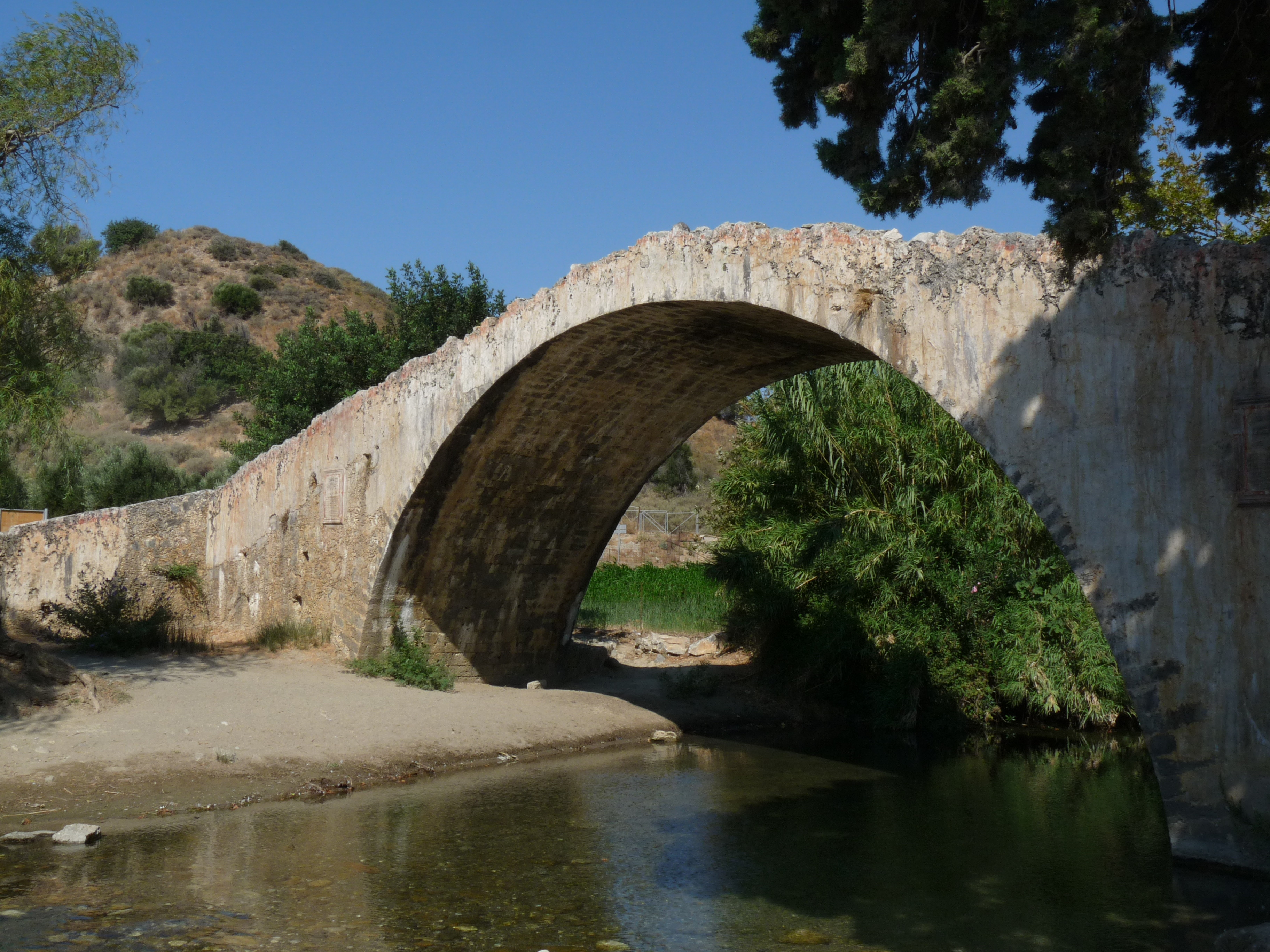
Pont vénitien sur la rivière Megalopotamos.

### Îles environnantes

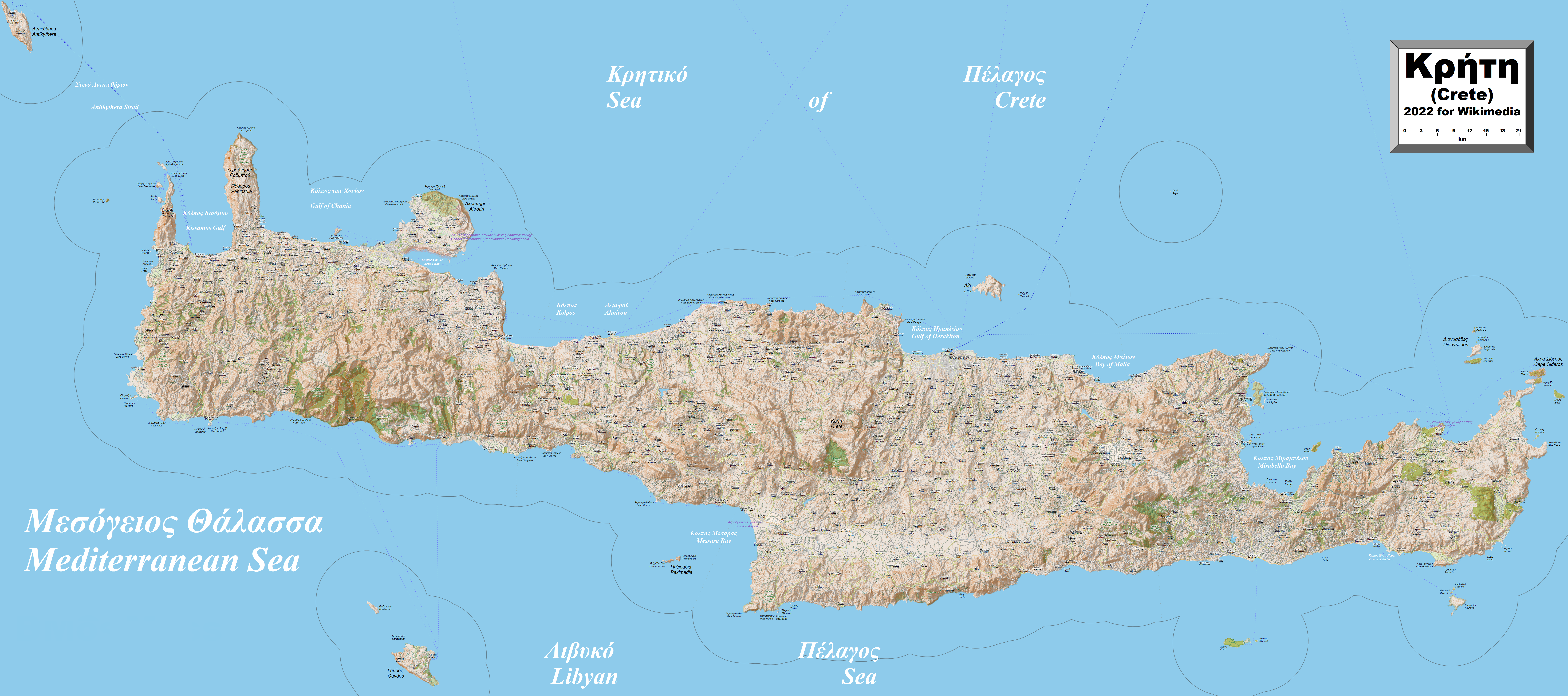
Carte de la Crète et des îles environnantes.

Un grand nombre d'îles, d'îlots et de rochers bordent les côtes de la Crète. Certaines sont très fréquentées par les touristes, d'autres sont réservées aux biologistes et archéologues voire sanctuarisées et protégées sur le plan environnemental. En voici un petit échantillon :
- Gramvoússa (Kíssamos, La Canée), ancien repaire de pirates ;
- Elafonísi (La Canée), témoin de plusieurs tragédies (naufrage et massacre perpétré par les Ottomans) ;
- Chrysí (Ierápetra, Lassíthi), abrite la plus grande forêt naturelle de Juniperus macrocarpa d'Europe ;
- Les îles Paximádia (Réthymnon), où selon la mythologie crétoise seraient nés Apollon et Artémis[8]sont nés Apollon et Artémis ;
- Le fort vénitien et l'ancien village pour lépreux de Spinalónga, face à la plage aux eaux peu profondes d'Eloúnda (Ágios Nikólaos, Lassíthi) ;
- Les Dionysádes, dans une réserve naturelle, dans la municipalité de Sitía, Lassíthi ;
- L'île de Gávdos, au large de la côte sud, à 48 km au sud de Chóra Sfakíon, constitue le point le plus méridional d'Europe.

### Climat
La Crète se trouve à cheval sur deux zones climatiques distinctes, celle du climat méditerranéen et celle du climat semi-aride. Le secteur méditerranéen (classification de Köppen : Csa) est largement prédominant sur les deux tiers de l'île mais il tend vers le semi-aride (Bsh) à mesure que l'on s'approche du sud et de l'est. L'humidité et la douceur des mois d'hiver sont largement conditionnés par la proximité de la mer. Les chutes de neige sont fréquentes en montagne de novembre à mai tandis qu'elles sont beaucoup plus rares à basse altitude.

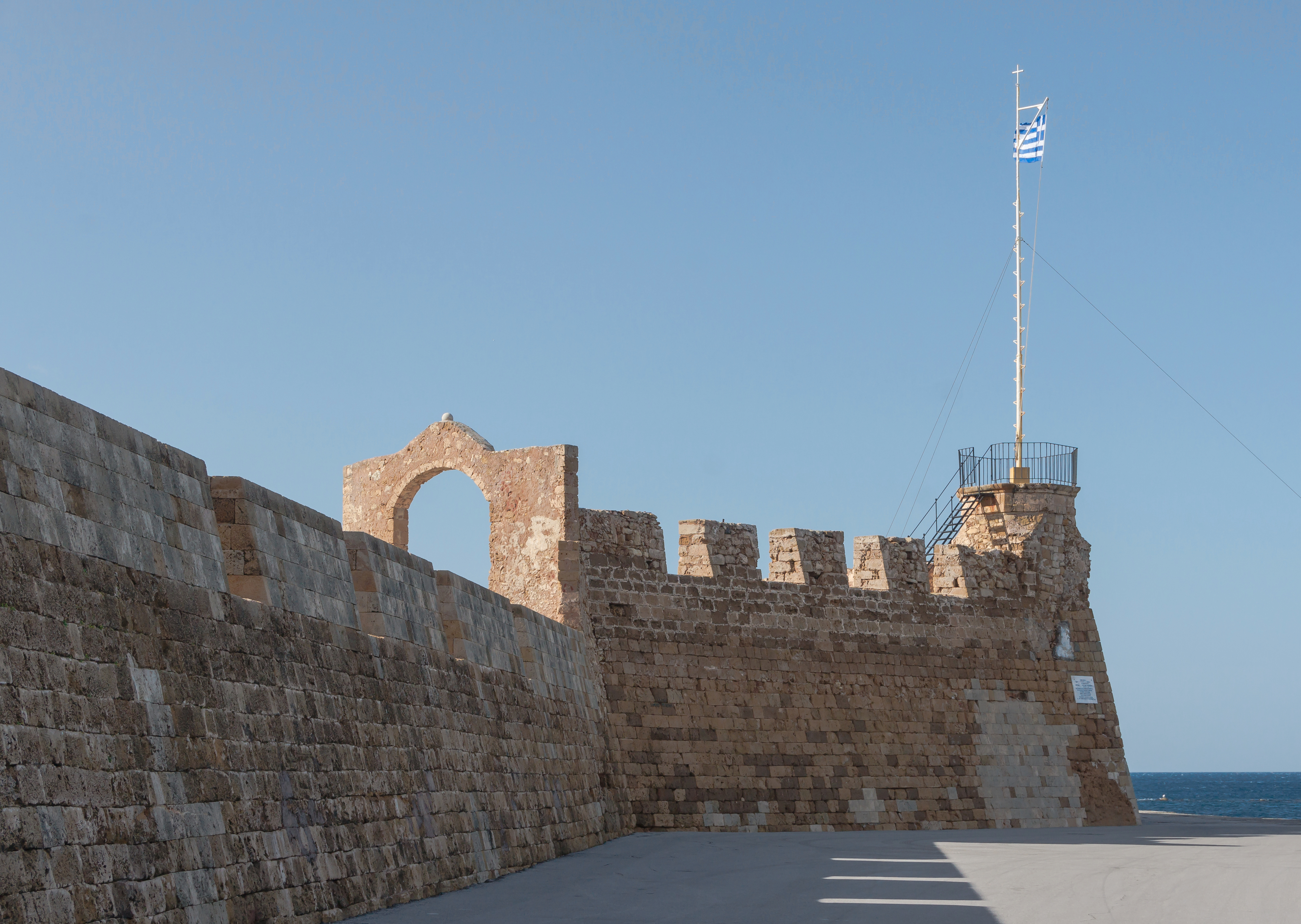
Drapeau grec au port de La Canée.

Le littoral sud, au niveau de la plaine de la Messará et des monts d'Asterousia, appartient à la même zone climatique que les côtes nord-africaines, lui permettant de bénéficier de journées ensoleillées et de températures relativement élevées tout au long de l'année. Là, les palmiers dattiers portent des fruits et les hirondelles ne migrent pas vers l'Afrique en hiver. La région fertile d'Ierápetra, à l'extrémité sud-est de l'île, produit aussi bien des légumes d'été que des fruits sous serre en hiver. La Crète occidentale (district de La Canée) reçoit plus de précipitations et les sols y souffrent davantage d'érosion relativement à l'est de l'île.

À Héraklion, située dans le nord de la Crète, la température moyenne annuelle atteint 18,8 °C. L'île détient les records de températures les plus élevées jamais enregistrées en Europe aux mois d'octobre, novembre, janvier et février d'après l'Organisation météorologique mondiale,.
| Mois                              | jan.  | fév.  | mars | avril | mai   | juin  | jui.  | août  | sep.  | oct.  | nov. | déc.  | année   |
| --------------------------------- | ----- | ----- | ---- | ----- | ----- | ----- | ----- | ----- | ----- | ----- | ---- | ----- | ------- |
| Température minimale moyenne (°C) | 9,3   | 9,1   | 10,1 | 12,2  | 15,6  | 19,6  | 22,5  | 22,8  | 20,2  | 17,3  | 14,1 | 11,1  | 15,3    |
| Température moyenne (°C)          | 12,2  | 12,3  | 13,7 | 16,2  | 19,7  | 23,5  | 25,9  | 26    | 23,7  | 20,7  | 17,2 | 13,9  | 18,8    |
| Température maximale moyenne (°C) | 15,2  | 15,7  | 17,3 | 20,2  | 23,8  | 27,4  | 29,4  | 29,3  | 27,2  | 24,1  | 20,3 | 16,8  | 22,2    |
| Ensoleillement (h)                | 124,6 | 137,6 | 199  | 240,6 | 308,7 | 355,9 | 382,9 | 351,5 | 270,1 | 193,8 | 148  | 116,5 | 2 829,2 |
| Précipitations (mm)               | 98,4  | 70,9  | 57,4 | 23,6  | 13    | 2,5   | 0,9   | 3,9   | 13,1  | 54,1  | 65,5 | 93,5  | 496,8   |

## Histoire
- L'île aurait connu une première vague de peuplement, il y a près de 130 000 ans, par voie maritime[12],[13],[14].
- À partir de 7000 av. J.-C. (époque néolithique), la Crète est envahie par des peuples venant d'Anatolie qui pratiquent l'agriculture et l'élevage. Les plus anciennes poteries sont trouvées à Cnossos et Phaistos. Culte de la « Grande Mère », déesse de la fertilité.
- Période prépalatiale : 2600 – 2100 av. J.-C. De nouveaux immigrants viennent de l'Est. Les poteries sont plus fines, le travail du cuivre et du bronze se généralise.
- Période paléopalatiale : 2100 – 1650 av. J.-C. La Crète atteint une position prééminente en mer Méditerranée. Elle introduit l'écriture phonétique en Europe à travers deux systèmes contemporains : les hiéroglyphes crétois d'une part, le linéaire A d'autre part, un millénaire environ avant l'alphabet grec. L'éruption de Santorin (« éruption minoenne ») dont les vagues de tsunami ravagent les côtes crétoises est datée environ de 1600 av. J.-C.
- Période néopalatiale : 1700 – 1450 av. J.-C. Destruction des palais vers -1700 suivie d'une reconstruction, apogée du système palatial.
- Période postpalatiale : 1450 – 1200 av. J.-C. La culture minoenne décline rapidement. Chute de Cnossos. Les Mycéniens envahissent la Crète. Apparition du système d'écriture dit linéaire B.
- 1200 – 67 av. J.-C. : la Crète vit selon l'organisation sociale dorienne, intégrée à la culture grecque classique.
- 323 av. J.-C.-30 av. J.-C. : sous contrôle relatif (protections croisées, interventions) de la Macédoine, de la dynastie lagide, de Rhodes, de Rome...
- 67 av. J.-C. – 395 : la Crète appartient à l'Empire romain. Gortyne devient capitale de la Crète et de la province qui comprend la Cyrénaïque.

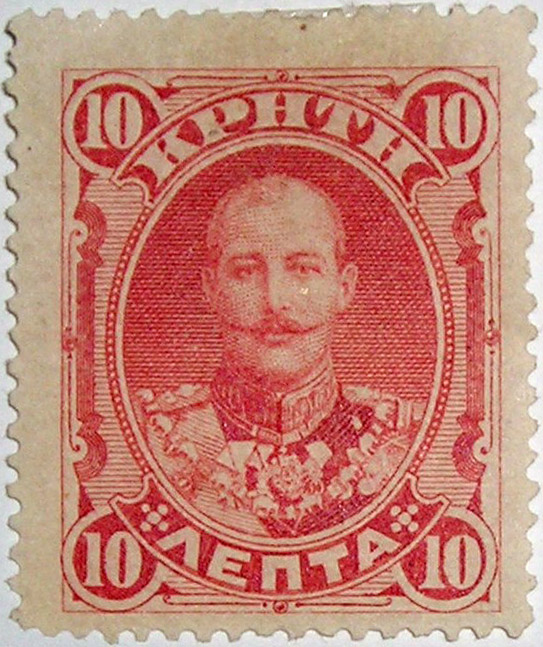
Un des premiers timbres de Crète autonome, 1900.

- 395-824 : la Crète fait partie de l'Empire romain d'Orient, dit byzantin.
- 824-961 : la Crète est conquise par des Andalous exilés par l'émir Al Hakam Ier, qui y fondent l'Émirat de Crète (Abadiotes).
- 961-1204 : reconquête par les Byzantins.
- 1204-1669 : après la prise de Constantinople par les croisés, Candie (la Crète) devient vénitienne.
- 1669 : la Crète est conquise par les Ottomans.
- 1822-1868 : après l'échec de l'insurrection dans l'île dans le cadre de la guerre d'indépendance grecque, la Crète est rattachée à l'Égypte.
- 1866-1868 : révolte des Crétois contre l'Empire ottoman, réprimée dans le sang.
- 1897-1898 : nouvelle révolte, débouchant sur une guerre entre la Grèce et l'empire ottoman et sur un statut d'autonomie sous tutelle internationale (Crète autonome).
- 1913 : la Crète est rattachée à la Grèce après sa victoire lors de la première guerre balkanique.
- 1922-1923 : dans le cadre du traité de Lausanne, échange des 25 000 musulmans de Crète contre 50 000 orthodoxes de Cilicie.
- 1941 : bataille de Crète, invasion allemande de l'île alors défendue par les troupes britanniques et les restes des troupes grecques libres.
- 1941-1944 : la résistance crétoise, ravitaillée par les Britanniques, bloque toute une division allemande dans l'île. L'été 1944, elle libère les trois quarts du pays : les Allemands se réfugient dans l'Ouest, autour de La Canée, où ils se retranchent jusqu'en mai 1945, mais souffrent de la faim.
- Depuis 1950 : la Crète devient une destination touristique européenne.

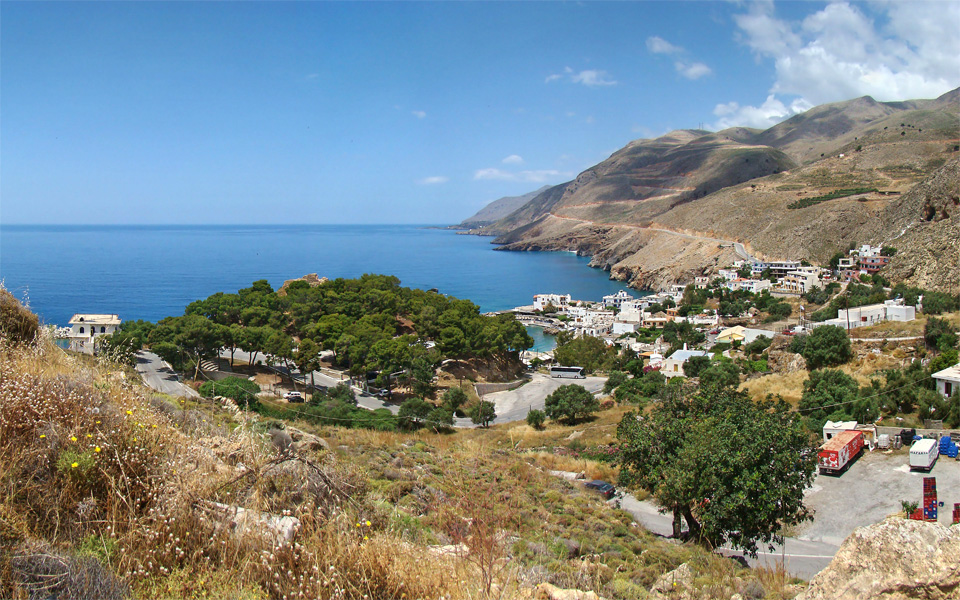
Chóra Sfakíon.

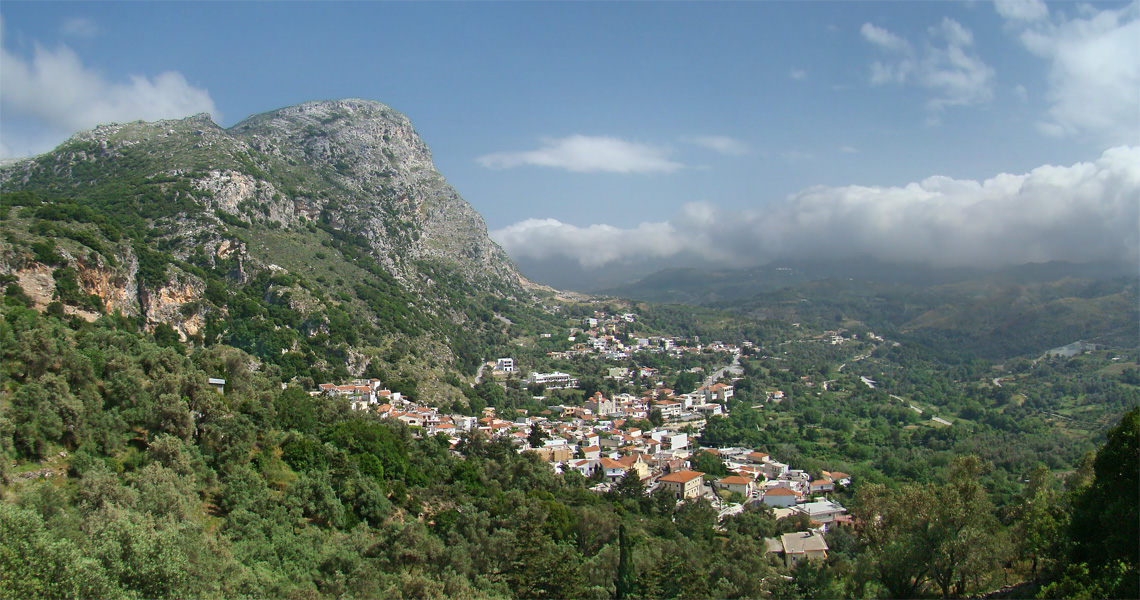
Spíli.

## Principales villes
- Héraklion (Ηράκλειο), 151 324 habitants. Capitale de la Crète depuis l'époque byzantine jusqu'à 1898, elle est redevenue la capitale de l'île en 1971.
- La Canée (Χανιά, Chaniá), 53 910 habitants. Ancienne capitale de la Crète de 1898 à 1971.
- Réthymnon (Ρέθυμνο), 37 462 habitants.
- Ierápetra (Ιεράπετρα), 23 708 habitants.
- Ágios Nikólaos (Άγιος Νικόλαος), 20 679 habitants.
- Gázi (Γάζι), 19 221 habitants.

(source : recensement général de 2011)

## Transports

### Liaisons routières
La route principale de Crète est la route nationale EO90, ou « Route nationale de Crète », qui longe la côte nord de l'île de Kíssamos à Sitía.
Le tronçon de Kíssamos à La Canée fait partie de la route européenne 65 et le tronçon de La Canée - Héraklion - Ágios Nikólaos - Sitía fait partie de la route européenne 75.
La route est l'autoroute A90 dans la région d'Héraklion et en contournant La Canée et Réthymnon.

### Bus interurbains
Le réseau de bus KTEL (en) est assez dense en Crète, avec des bus s'arrêtant dans chaque ville et village le long de leur itinéraire.
Ainsi, il y a trois gares routières à Héraklion et une à La Canée, Réthymnon et Ágios Nikólaos,.

### Transport aérien
La Crète a deux aéroports internationaux, l'aéroport international de La Canée et l'Aéroport international d'Héraklion Níkos-Kazantzákis, qui proposent tous deux des vols depuis Athènes. De plus, Sitía abrite l'Aérodrome de Sitía. En 2027, un nouvel aéroport international d’Héraklion sera ouvert et viendra à remplacer l'actuel Aéroport Níkos-Kazantzákis.
En plus d'Athènes, il existe des vols d'Héraklion vers Santorin, Rhodes, Mykonos et Thessalonique.
Il existe également des vols de La Canée à Thessalonique, entre autres.
Il existe des vols directs réguliers et charters vers la Crète depuis l'étranger .
L'aéroport d'Héraklion est la destination de vols charters la plus fréquentée en Grèce.

## Mythologie

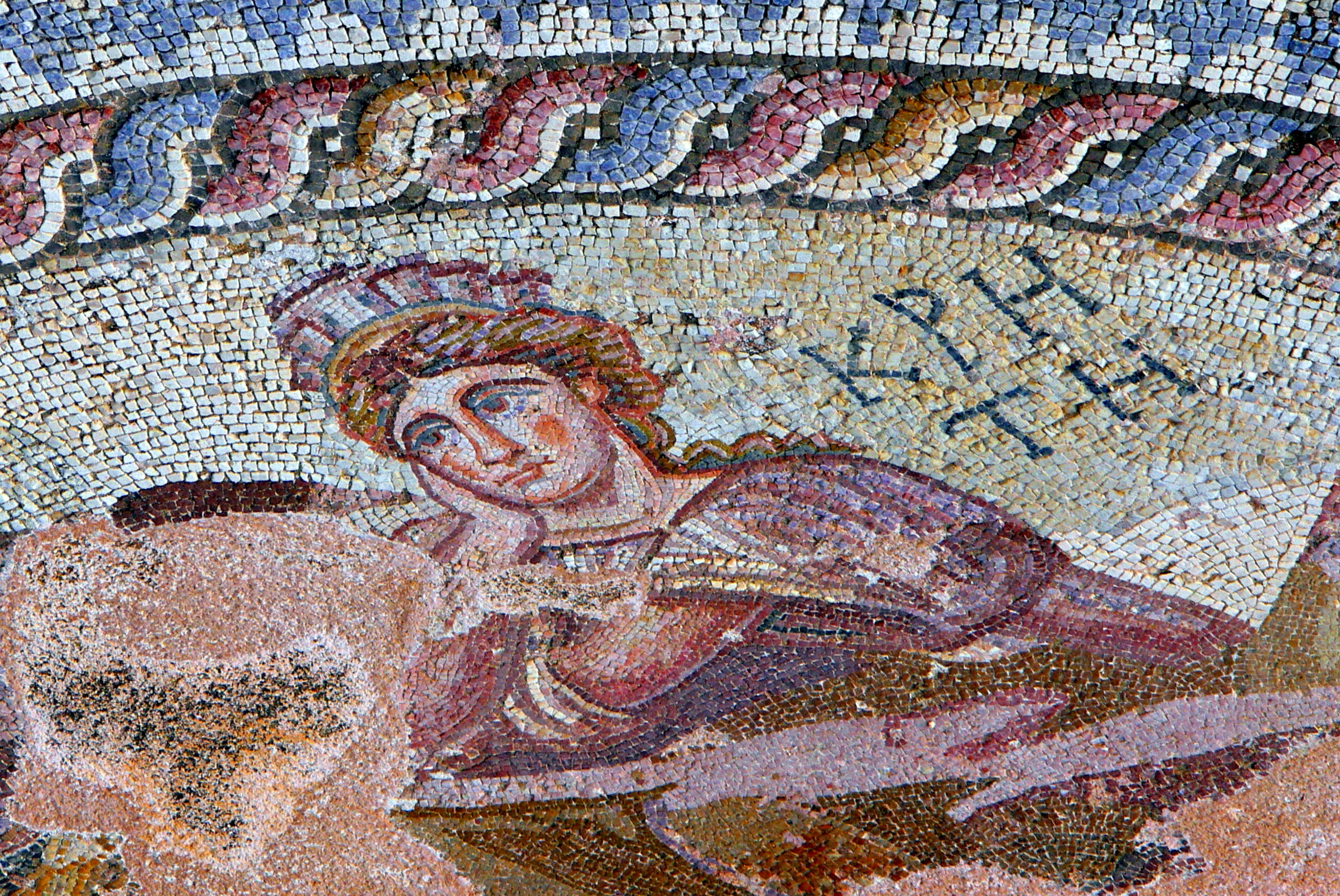
La Crète personnifiée, mosaïque de Thésée de Paphos (Chypre),.

L'île de Crète est le théâtre de nombreux épisodes de la mythologie grecque.
Elle est le lieu où Zeus est né, protégé par sa mère Rhéa contre la voracité de son père Cronos. Zeus serait né dans une caverne du mont Dicté ou du mont Ida, selon les auteurs. Il y aurait été élevé par des nymphes et des Curètes. Elle est également le lieu des amours de Zeus (changé en taureau) et de sa captive Europe, liaison qui donne naissance à Minos, le roi légendaire de la Crète.
L'épouse de Minos, Pasiphaé, ayant succombé au charme d'un taureau envoyé par Poséidon, enfanta le Minotaure. Celui-ci fut enfermé par Minos dans le labyrinthe construit par l'architecte Dédale. L'emplacement du labyrinthe, situé par les auteurs de l'Antiquité à Knossos, serait reconnaissable d'après certains archéologues sur le site du palais minoen retrouvé sur ce site ; il a toutefois pu être situé par certains auteurs en d'autres endroits, comme la carrière appelée labyrinthe située près de Gortyne. La ruse et le courage de Thésée et d'Ariane permirent de tuer le Minotaure et de ressortir du labyrinthe. Dédale et son fils Icare cherchent à s'échapper de l'île où la vengeance de Minos les poursuit : pour cela, Dédale construit des ailes dont les plumes étaient fixées par de la cire. Icare y laissa la vie en volant trop près du soleil.

## Culture

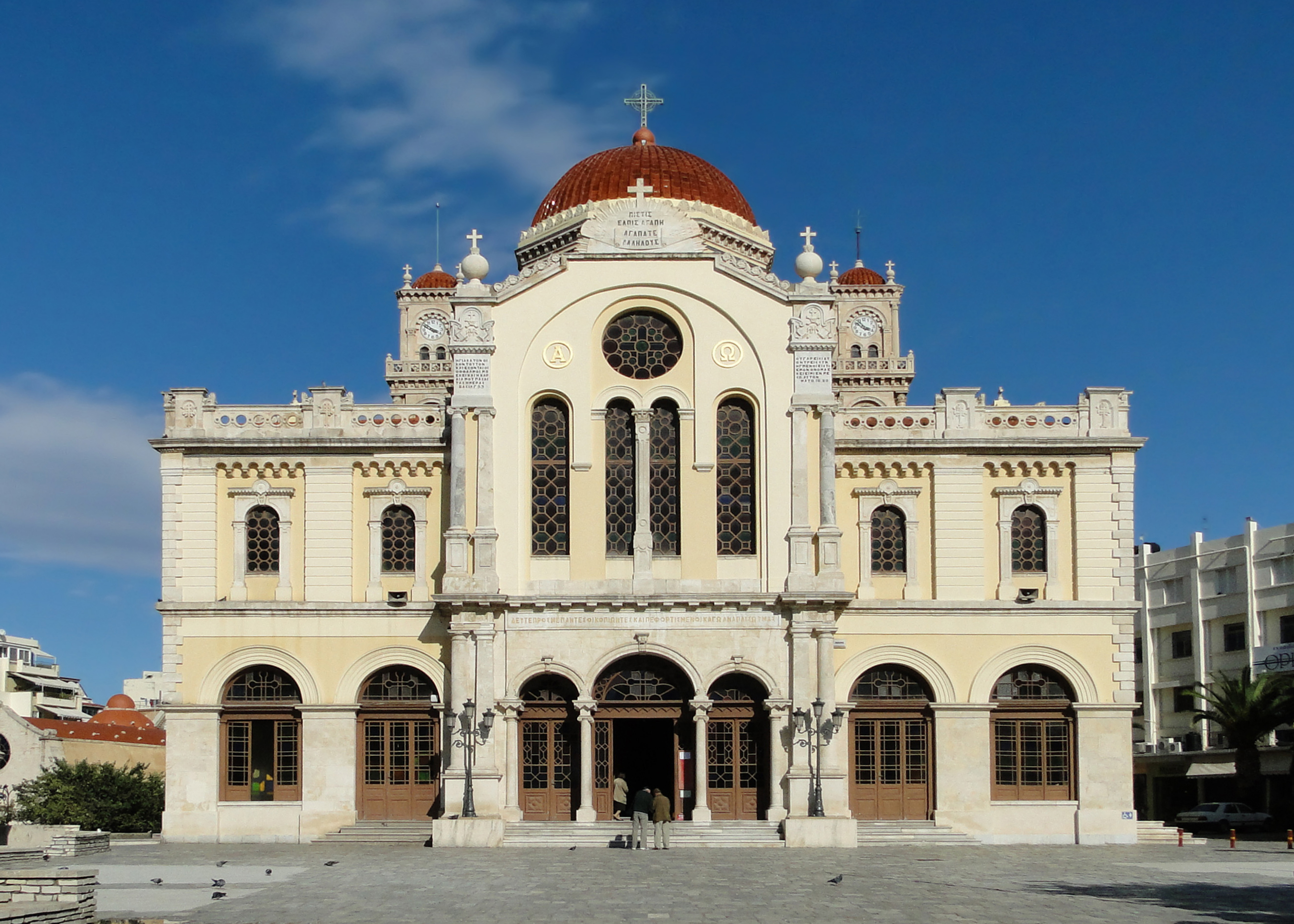
La cathédrale Agios Minas à Héraklion, une des plus grandes de Grèce.

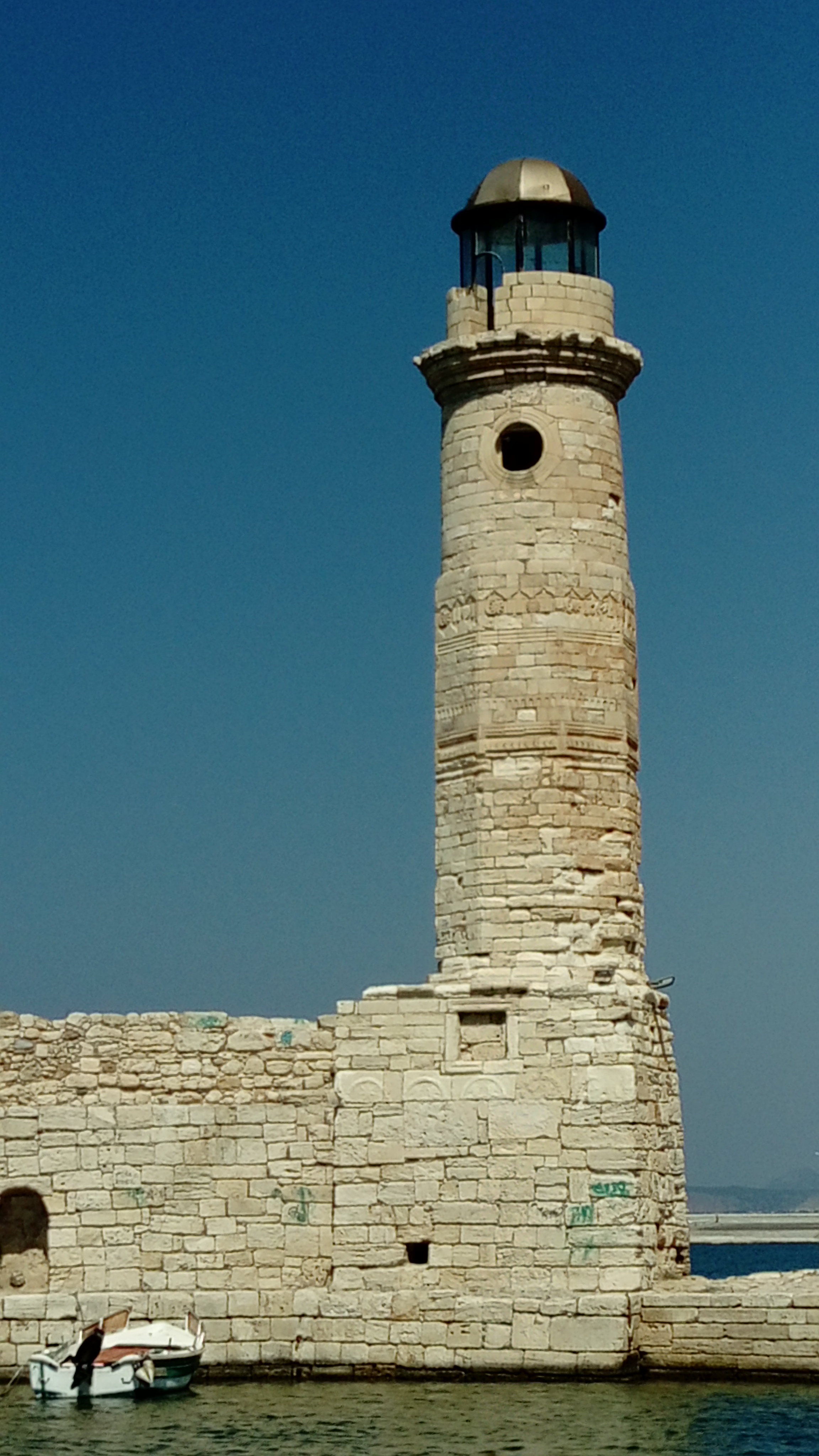
Phare du vieux port de Rethymnon.

Parmi les Grecs, les Crétois sont identifiables d'une part par leur dialecte crétois, d'autre part par la terminaison en άκις : akis, très fréquente dans leurs patronymes. Leur costume traditionnel, encore revêtu lors des commémorations ou festivals culturels, était assez différent de celui des autres Grecs, en tissu souvent noir ou bleu, large ceinture et bottes. Danses, musiques et cuisine aussi sont spécifiques à l'île. Le régime crétois a été élu comme le modèle de la diète méditerranéenne après « l'étude des sept pays ». Le tsípouro ou tsikoudiá est un alcool spécifiquement crétois de marc de raisin.
Du point de vue religieux, la Crète a été évangélisée dès les premiers temps du christianisme. Son apôtre aurait été Tite, disciple de saint Paul, auquel ce dernier a écrit une épître. Sous les dominations abbasside et ottomane, l'islam sunnite a aussi été présent dans l'île, en position politiquement dominante, laissant ici ou là des ruines de mosquées ; sous la domination vénitienne, c'est le catholicisme romain qui s'est trouvé en position politiquement dominante.
La religion majoritaire est le christianisme gréco-orthodoxe. L'Église crétoise est indépendante de l'Église grecque, et relève directement du patriarcat œcuménique de Constantinople. Elle a été un des éléments les plus importants de la résistance à l'occupant turc.
Les populations musulmanes installées en Crète après la conquête de l'île par l'Empire ottoman, ou converties sur place, et qui regroupaient près de 30 % des habitants au recensement de 1881,, ont commencé à partir des années 1890, avant que les derniers soient expulsés lors des échanges de populations entre la Grèce et la Turquie en 1924, conformément au traité de Lausanne de 1923. La Crète a alors accueilli de nombreux réfugiés grecs d'Asie Mineure, de religion orthodoxe, expulsés de Turquie.

## Économie
La Crète est depuis le XIXe siècle au moins, sinon depuis l'Antiquité, l'une des régions de Grèce qui produit le plus d'huile d'olive. L'olivier occupe une grande partie des plaines, collines et pentes des montagnes crétoises. Un début de recherche de la qualité s'observe avec des huiles d'olive d'origine contrôlée à la mode française, notamment à Zakros (est).

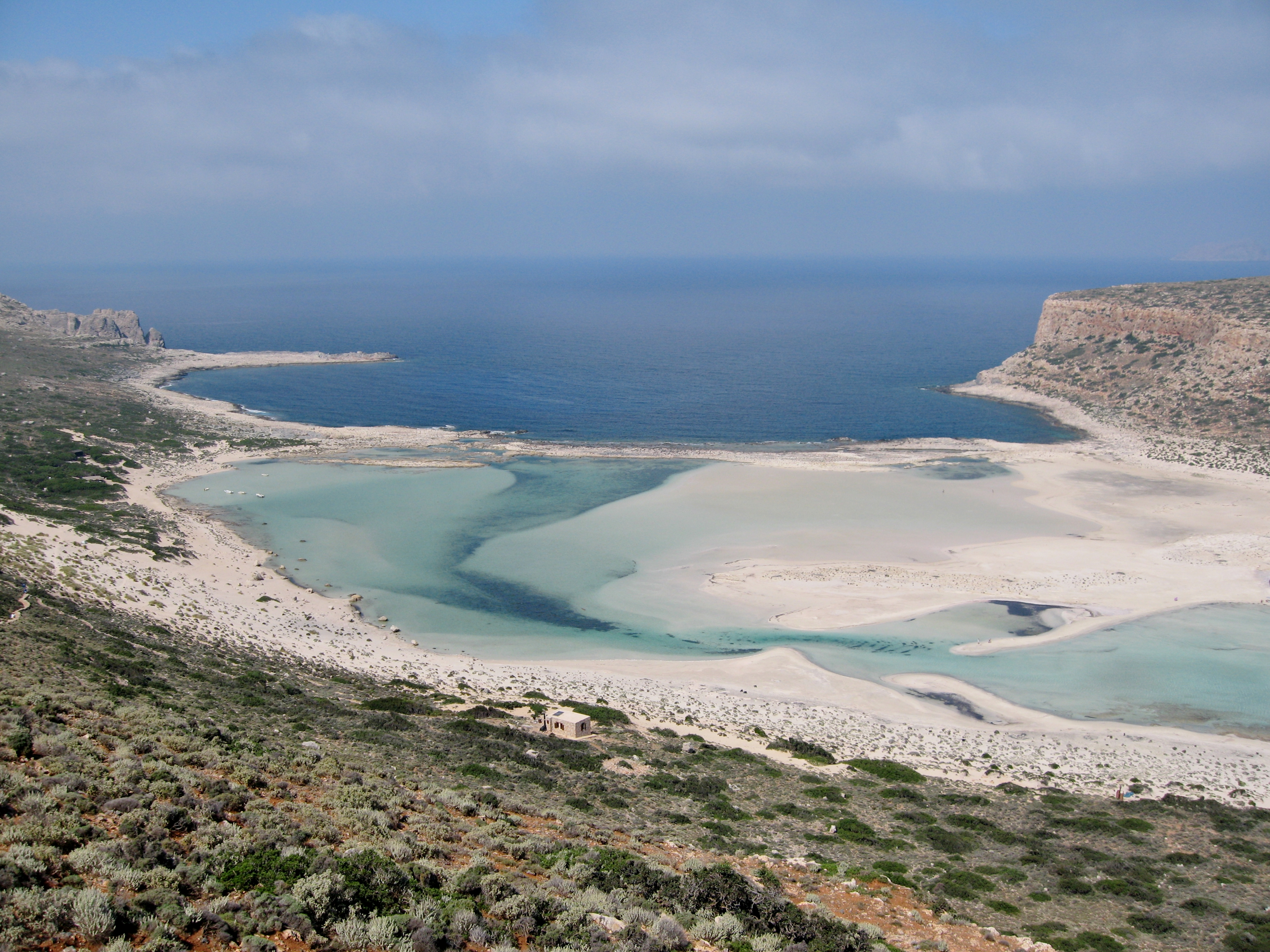
Plage de Bálos.

L'élevage ovin et caprin est en déclin, même si l'agrimi, krikri ou chèvre sauvage fait toujours partie du paysage.
Les plantations agricoles (tomates, primeurs) bénéficient d'un ensoleillement exceptionnel mais restent limitées (secteur de Moires, dans la Messará).
La ressource croissante de la Crète est son énorme potentiel touristique, associant mer, soleil, montagne, culture, sites archéologiques ; comme en Espagne, il devrait conduire vers un tourisme de plus en plus éclectique et amoureux de l'environnement et de la culture crétoise. La côte Sud est beaucoup plus traditionnelle, liant vieux monastères, villages haut perchés des montagnes et criques sablonneuses accessibles seulement à pied.